# Brændende kærlighed

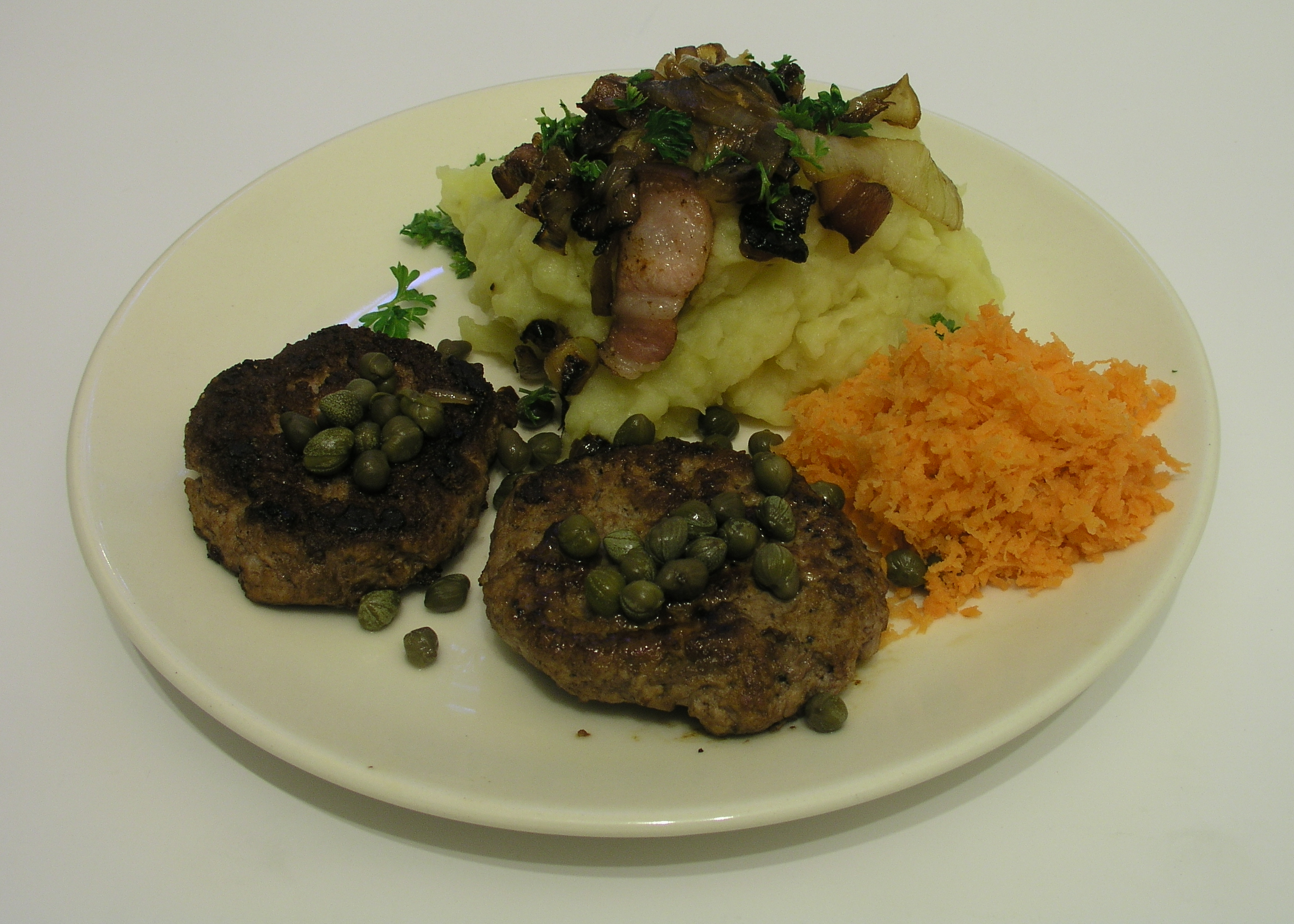
Brændende kærlighed con filetes de carne picada, alcaparras y zanahoria.

El brændende kærlighed (en danés ‘amor ardiente’) es un plato tradicional danés hecho con puré de patata, mantequilla y leche entera o nata. Se hace una hendidura en el puré de patata para formar un huevo en el que se ponen trozos de panceta frita junto a cebolla cortada. El puré de patatas también puede cubrirse con perejil, puerro o nuez moscada finamente picada.
El plato se sirve a menudo en Día de San Valentín.